# Jerzy Klempel
Jerzy Klempel, född 23 april 1953 i Międzylesie, död 28 maj 2010 i Wrocław, var en polsk handbollsspelare och handbollstränare. Han var vänsterhänt och spelade i anfall som högernia. Han är den som gjort flest mål för Polens herrlandslag i handboll genom tiderna, 1 170 mål under åren 1972 till 1987.

## Klubbar
Som spelare
- Gwardia Opole (1970–1971)
- Śląsk Wrocław (1971–1982)
- Frisch Auf Göppingen (1982–1991)

Som tränare
- Śląsk Wrocław (1996–2003)

## Meriter
Med klubblag
- Polsk mästare åtta gånger (1972–1978 och 1982) med Śląsk Wrocław
- Final i Europacupen 1978 med Śląsk Wrocław

Med landslaget
- OS-brons 1976 i Montréal[1]
- VM-brons 1982 i Västtyskland

Individuellt
- Skyttekung vid VM 1978 i Danmark med 47 mål
- Skyttekung vid OS 1980 i Moskva med 44 mål
- Skyttekung i Bundesliga 1986, 1987 och 1988 med Frisch Auf Göppingen